# Armando Peraza
Armando Peraza (Havana, 30 mei 1924 – San Francisco, 14 april 2014) was een Cubaans jazzmusicus. Hij was met Chano Pozo en Tito Puente een van de pioniers van de Afro-Cubaanse muziek. Door zijn jarenlange arbeid met de jazzpianist George Shearing en de gitarist Carlos Santana was hij een van de bekendste Latijns-Amerikaanse percussionisten van de jaren 1950 tot de jaren 1990. Hij speelde vooral de bongo en de conga. Bovendien danste en componeerde hij ook.

## Biografie
Op 7-jarige leeftijd werd Peraza wees. Hij sloeg zich erdoor met de verkoop van groenten, professionele honkbal, boksen en bokstraining. Zijn eerste professionele optreden als muzikant had hij met Alberto Ruiz. Hij kreeg een naam als percussionist en danser met de kleine bands (conjuntos) uit Havana. De beroemdste daarvan was Ruiz' Conjunto Kubavana. In 1949 immigreerde hij met zijn vriend, de congaspeler Mongo Santamaría, naar de Verenigde Staten. In New York nam Peraza zijn eerste plaat op met Charlie Parker en Buddy Rich. Met zijn landgenoot Slim Gaillard speelde hij in New York in november 1949 een sessie, waaruit een meesterlijke opname op Bongo City voortvloeide. Na een poos in Mexico keerde hij terug naar de Verenigde Staten en vestigde hij zich aan de westkust. Daar werkte hij met Dizzy Gillespie en Gaillard en een Afro-Cubaanse dansrevue in de Cable Car Village Klub, waar o.a. Errol Flynn, Marlon Brando en Rita Hayworth te gast waren.
In San Francisco ontmoette hij de Britse pianist George Shearing, met wie hij aan de top van de succesgolf van de Afro-Cubaanse muziek stond. Tijden de periode met Shearing begon Peraza te componeren. Shearing ontwikkelde uit Peraza's ideeën nummers als Te arranco la cabeza, Mambo in Chimes en Mambo in Miami. Ze stonden daarmee in het middelpunt van de mamborage, een periode waarin deze muziek in de Verenigde Staten zeer populair was en Peraza bevond zich sterk in de publieke interesse, hetgeen toentertijd ongewoon was voor een Afrocubaan.
Tijdens een tournee door de Verenigde Staten met Shearing kwam Peraza steeds weer onaangenaam in aanraking met racisme. Tijdens een verblijf in 1959 in Miami met Shearing en Peggy Lee mocht hij niet slapen in hetzelfde hotel als de andere bandleden. Shearing en Lee konden zich echter alleen doen gelden, indien ze dreigden om het optreden te annuleren. 
Peraza speelde ook met de vibrafonist Cal Tjader en namen de beroemde song Guachi Guaro op, dat later in het Londense acid jazz-clubcircuit nieuwe bijval vond. In 1959 nam Peraza met Mongo Santamaria en de congaspeler Francisco Aguabella het album Mongo op, wiens song Afro-Blue door John Coltranes versie een jazzstandard werd. 
In 1968 nam hij het soloalbum Wild Thing op bij Skye Records, waarop de pianist Chick Corea en de saxofonist Sadao Watanabe zijn te horen. Al in 1959 had hij op het album More Drums on Fire met zijn meesterwerk Artistry in Rhythm op conga's en bongo's een standard gemaakt.
Aanpassingsvermogen en een open geest zijn de kenmerken van Peraza's aanpak, zodat hij eind jaren 1960 als een van de eerste Latijns-Amerikaanse percussionisten conga's tot een rocknummer speelde, namelijk in 1968 op het album Cristo-Redentor van Harvey Mandel.
In 1972 voegde Peraza zich bij de band Santana, waartoe hij bijna twintig jaar behoorde. Als percussionist had hij collega's als Chepito Areas en Orestes Vilató. Enkele van zijn composities werden opgenomen door Santana, waaronder Gitano op het album Amigos en het door jazz beïnvloede nummer Mandela op het album Freedom. Zijn congasolo's zijn te horen in de nummers Hannibal (Zebop!), Bambele en Bambara (beiden op Viva Santana) en Mother Africa (Welcome). Bongopresentaties zijn vooral aanwezig op La Fuente Del Ritmo (Caravanserai), Flor de canela en Promise of a Fisherman (een vervolg op Borboletta). 
In 1990 verliet Peraza Santana, maar kwam in 1992 nog een keer naar Santiago de Chile voor een concert voor meer dan 100.000 toeschouwers. De video Viva Santana bevat een gedeelte met een conga-improvisatie van Peraza uit 1985.
Peraza woonde in San Mateo, gaf workshops en speelde tijdens jazzfestivals over de hele wereld. In 2005 speelde hij op een album van de muzikant John Santos uit de San Francisco Bay Area. Santos 20th-Anniversary-set bevatte ook El Changüí De Peraza, dat Peraza's bongospel onderstreepte. In 2002 ondernam Peraza een reis naar Cuba, de eerste na meer dan 50 jaar. In juli 2006 trad Peraza op 82-jarige leeftijd samen op met Santana tijdens het Montreux Jazz Festival in Zwitserland. In augustus 2006 speelde hij tijdens het San José Jazz Festival in Californië met het Julius Melendez Latin Jazz Ensemble en gaf hij een cursus met Raul Rekow en Karl Perazzo, die beiden afkomstig waren uit de Santana-band.

## Overlijden
Armando Peraza overleed in april 2014 op 89-jarige leeftijd.

## Discografie
Als solist:
- 1959: More Drums on Fire (World Pacific 1959 – twee nummers op een lp met verschillende muzikanten)
- 1960, 1999: The Soul of Jazz Percussion (Warwick – drie nummers op een lp met verschillende muzikanten) – als cd onder de titel Donald Byrd & Booker Little: The Third World (Collectables)
- 1968: Wild Thing (Skye)
- 1985: R.O.A.R. (Tabu)

Jaren 1940:
- 1994: Conjunto Kubavana - Rumba en el patio (Tumbao – nieuwe publicatie van de opnamen 1944–1947)
- 1949, 2003: Machito - Cu-Bop City (Roost Records) Slim Gaillard - Laughing in Rhythm (Proper – cd-box opnieuw uitgebracht)

Jaren 1950 met George Shearing: Nummers 1 t/m 3 - MGM Records, overige Capitol Records
- An Evening With George Shearing (1955), Shearing in Hi-Fi (1955), George Shearing Caravan (1955), The Shearing Spell (1955), Velvet Carpet (1956), Latin Escapade (1956), Black Satin (1957), In the Night (1958 – George Shearing en Dakota Staton), Burnished Brass (1958), Blue Chiffon (1958), Latin Lace (1958), George Shearing on Stage (1959), Latin Affair (1959), Beauty and the Beat (1959 – George Shearing en Peggy Lee), On the Sunny Side of the Strip (1959), Satin Affair (1959), White Satin (1960), The Swinging's Mutual (1961, George Shearing en Nancy Wilson), Mood Latino (1962), San Francisco Scene (1962), Love Walked In (Jazzland 1962 – George Shearing en The Montgomery Brothers), Rare Form (1965), Latin Rendezvous (1965)

Jaren 1950 en 1960 met Cal Tjader:
Nummer 1 - Savoy Records, nummer 2 - Fantasy Records, 3 t/m 8, 10 t/m 12 -  Verve Records, nummer 9 - Skye Records
- Vibist (1954), Ritmo Caliente (1954), Mas Ritmo Caliente (1957), In A Latin Bag (1961), Soul Sauce (1964), Soul Bird (1965), El Sonido Neuvo (1966), Along Comes Cal (1967), Cal Tjader Plugs In,  Latin + Jazz = Cal Tjader (Actual Jazz 1993 – CD reissue), Jazz Round Midnight (1996 – compilatie), Talkin Verve: Roots of Acid Jazz (1996 – compilatie)

Sessies met Mongo Santamaría:
- Mongo (Fantasy 1959), Mongo's Way (Atlantic Records, 1971), Mongo At Montreux (Atlantic Records, 1971), Afro Roots (compilatie, RCA Records, 1972), Skin On Skin – The Mongo Santamaria Anthology (Rhino 1999)

Jazzsessies eind jaren 1950/begin 1960:
- Victor Feldman - Latinville (Cont 1959); Freddie Gambrell - Mikado (World Pacific 1959); Randy Weston - Uhuru Africa (Roulette 1960) Modesto Duran – Fabulous Rhythms of Modesto (Raynote 19??); Hector Rivera – Viva Rivera (Columbia / Epic 1961); Candido Camero – Candido's Comparsa (ABC – Paramount 1963); Buddy Collette & Charles Kynard - Warm Winds (World Pacific 1964)

Richting latinrock eind jaren 1960:
- Lalo Schifrin - Che! (Tetragrammaton Records 1968 – Soundtrack); Harvey Mandel - Cristo Redentor (Philips 1968); George Duke - Inner Source (MPS 1971) Doug Clifford - Doug Clifford (Fantasy 1972)

18 jaar met Santana:
- Caravanserai (1972), Welcome (1973), Borboletta (1974), Lotus (1975), Amigos (1976), Inner Secrets (1978), Marathon (1979), Zebop! (1981), Shango (1982), Beyond Appearances (1985), Freedom (1987), Viva Santana (1988), Spirits Dancing In The Flesh (1990), Dance Of The Rainbow Serpent (1995) Carlos Santana solo - Love, Devotion, Surrender (1973), Illuminations (1974), Oneness (1979), The Swing Of Delight (1980), Havana Moon (1983), Blues for Salvador (1987)

Optredens vanaf de jaren 1970:
- Brenda Patterson – Brenda Patterson (Playboy 1973) Albert Hammond – Albert Hammond (Mums 1974) New Riders Of The Purple Sage - Brujo (Columbia 1975) Roy Buchanan - Rescue Me (Polydor 1975) Stoneground - Flat Out (Flat Out 1976) Sly and The Family Stone – Heard You Missed Me, Well I'm Back (CBS 1976) Alice Coltrane - Eternity (Warner Brothers 1976) Gato Barbieri - Tropico (A&M 1978) John McLaughlin - Electric Guitarist (Columbia 1978) Rick James - Street Songs (Motown 1981) Sister Sledge - All American Girls (Cotillion 1981) Patti Austin - Patti Austin (Qwest 1984) Aretha Franklin - Who's Zoomin' Who (Arista 1985) Vital Information – World Beat (Columbia 1986) Herbie Hancock & Foday Musa Suso - Jazz Africa (Verve 1987) John Santos And The Machete Ensemble - Africa Volume 1 (Machete Records 1988) John Lee Hooker - The Healer (Silvertone 1989) Tom Coster - From Me To You (JVC 1990) Soundtrack - The Mambo Kings (Elektra 1992) Linda Ronstadt - Frenesi (Elektra 1992) Eric Clapton - Crossroads II (Polydor 1996) Merl Saunders – Fiesta Amazonica (Summertone 1997) John Santos And The Machete Ensemble – 20th Anniversary (Machete Records 2005)

Video / dvd:
- Herbie Hancock & Foday Musa Suso - Jazz Africa (Polygram Music Video 1987), Santana: Viva Santana (Columbia 1988), Sesion Latina (Rhino Home Video 1989), Francisco Aguabella - Sworn To The Drum (Flower Films 1995), Carlos Santana & Wayne Shorter – Live In Montreux (VBPR 2005 – Film van het concert uit 1988)